# Austin Hobart Clark
Pour les articles homonymes, voir Clark.
Austin Hobart Clark est un zoologiste américain, né le 17 décembre 1880 à Wellesley dans le Massachusetts et mort le 28 octobre 1954 à Washington.

## Biographie
Austin Hobart Clark est le fils de Theodore Minot Clark et de Jeannette (d’origine française). Il obtient son Bachelor of Arts à Harvard en 1903. Il se marie le 6 mars 1906 avec Mary Wendell Upham dont il aura cinq enfants.
Il organise une expédition scientifique dans l’île de Margarita au Venezuela en 1901. De 1903 à 1905, il effectue des recherches dans les Antilles. De 1906 à 1907, il dirige l’équipe scientifique embarquée à bord de l’USS Albatross. Il entre en 1908 au National Museum of Natural History où il travaille jusqu’en 1950. Mary, sa femme, décède en décembre 1931. Il se remarie le 23 septembre 1933 avec Leila Gay Forbes.
Il occupe des fonctions très variées dans de nombreuses sociétés savantes : il dirige ainsi le service de presse de l’American Association for the Advancement of Science, est vice-président de l’American Geophysical Union, président de l’Entomological Society of Washington, etc.
Il effectue des recherches sur des sujets également très variés comme l’océanographie, la biologie marine, l’ornithologie et l’entomologie.
Parmi ses nombreuses publications (il signe plus de 600 articles écrits en anglais, français, italien, allemand et russe), il faut citer Animals of Land and Sea (1925), Nature Narratives (deux volumes, 1929 et 1931), The New Evolution (1930), Animals Alive (1948), etc.